# Frédéric-Pierre Vos
Frédéric-Pierre Vos, né le 10 mars 1963 à Draveil, est un avocat d'affaires et homme politique français. Il est député de la cinquième circonscription de l'Oise depuis juillet 2024.

## Biographie
Frédéric-Pierre Vos naît le 10 mars 1963 à Draveil.
En 1983, il figure sur une liste du RPR aux élections municipales à Pontault-Combault. Par la suite il devient  secrétaire de canton du RPR, puis secrétaire du Rassemblement pour une autre politique (RAP) de Philippe Séguin.
Chargé de mission pour EpaMarne puis directeur juridique adjoint, il devient avocat en 2000. Il prête serment le 8 novembre et exerce au barreau de Paris.
En 2024, pour les élections législatives, il est candidat dans la cinquième circonscription de l'Oise où il obtient au premier tour 42,15 % des suffrages exprimés. Le 7 juillet 2024, au second tour, il remporte l'élection face au socialiste Bertrand Brassens.

## Positions
Selon lui, le parti Les Républicains n’a plus rien de gaulliste et ajoute que le programme du RPR dans les années 1980 est plus à droite que celui du Rassemblement national en 2024. Il déclare que le parlement sans majorité issu des élections signifierait une France ingouvernable, ce qui offrirait de nouvelles opportunités au RN en 2027.

## Détail des fonctions et mandats

### Mandats électifs
- Depuis le 8 juillet 2024 : député de la 5e circonscription de l'Oise